# أورلاندو ماكفرلين
أورلاندو ماكفرلين هو لاعب كرة قاعدة كوبي، ولد في 28 يونيو 1938 في لاس توناس في كوبا، وتوفي في 18 يوليو 2007 في بونس، بورتوريكو في الولايات المتحدة.

## وصلات خارجية
- أورلاندو ماكفرلين على موقعبيزبول رفرنس.كوم (الدوري الرئيسي) (الإنجليزية)